# Texinfo
GNU Texinfo (テックインフォ) は、自由ソフトウェアのコンピュータ・プログラム であり、一式のソースコードから複数の形式で文書を生成する。また、GNUプロジェクトで公式の文書体系として用いられている。
Texinfo は、言語の構文や、このアプリケーションの入力用ソースファイルを指してもいう。

## Texinfoのソース・ファイル
Texinfoは、章、節、相互参照、索引のある本のような文書を構成できる。
ソースは、ほぼ プレーンテキスト だが、厳密には「@」から始まるコマンドで フォーマットしたテキスト である。
部分的なソース・ファイルの例は、次のとおり:
```
@ifnottex
@node Top
@top Short Sample

@insertcopying
@end ifnottex

@menu
* First Chapter::    The first chapter is the
                     only chapter in this sample.
* Index::            Complete index.
@end menu
```

このコマンド群は、章といった構造を表したり、一定の出力種類だけで処理される部分的なソースを示したりしている。

## 出力の生成
Texinfoのサポートする出力形式には、 プレーンテキスト、info、HTML、DVI、PDF、XML、DocBookがある。
印刷のできる形式として、Texinfoは、TeXを使っている。これは、TexinfoのコマンドをTeX自体に解釈させるのに必要な命令の発行による。
出力形式に manページのないことに注意してほしい。Texinfo は、GNU/Linuxといった Unix系環境で典型的に使われている GNUソフトウェアの文書を書くのに使うが、そういった環境の伝統的文書形式はmanページである。manページには、きっちりした慣例の形式がある一方、Texinfoの典型的適用例は、入門書や参照マニュアルである。伝統的にクイック・リファレンス・マニュアルであるようなmanページに Texinfoを使っても、利点はない。GNUプロジェクトの多くのプロジェクトは、manページを避けているが、infoのページを参照するように書いたきり放置したmanページもある。